# Rivelatore a gas
In fisica delle particelle un rivelatore a gas è un rivelatore di particelle, cioè un dispositivo che rivela la presenza di particelle, ed eventualmente altre grandezze, come l'energia cinetica. Se una particella che passa attraverso un gas ha un'energia sufficiente per ionizzarlo produce delle coppie elettrone-ione lungo la sua traccia. Queste coppie possono essere raccolte usando un campo elettrico, che fa migrare gli elettroni verso l'anodo positivo, e gli ioni verso il catodo negativo. La carica misurata in alcuni casi è proporzionale all'energia della particella.
I rivelatori a gas si dividono in due grosse categorie: rivelatori a campo elettrico radiale e rivelatori a campo elettrico uniforme, della prima categoria sono: camere a ionizzazione, contatori proporzionali, contatori Geiger-Müller. La camera a fili è un rivelatore simile al contatore proporzionale, ma con molti elettrodi ed è quindi sensibile alla posizione, alla seconda appartengono: gli RPC rivelatori a elettrodi piani resistivi che hanno una elevata risoluzione temporale.
| Controllo di autorità | GND (DE) 4131873-0 |